# 塔魯蒂內區

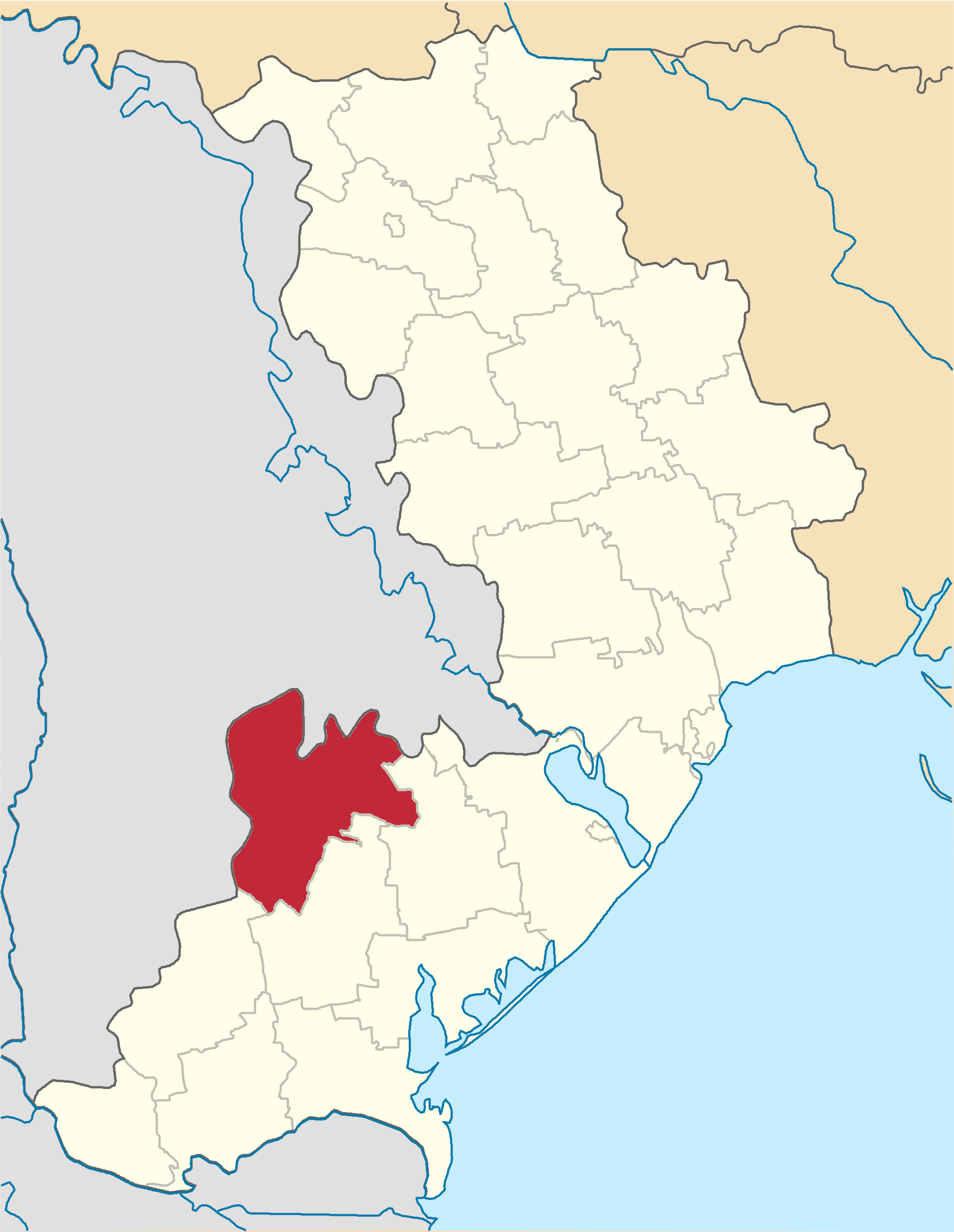
撤销前塔魯蒂內區在敖德萨州的位置

塔魯蒂內區（烏克蘭語：Тарутинський район），是烏克蘭西南部敖德薩州的一個旧區，行政中心为塔魯蒂內，面積1,874平方公里，2013年人口41,971，人口密度每平方公里22.40人。
该区在2020年7月18日的乌克兰行政区划改革中被撤销，改革后敖德萨州下分为7个区，塔魯蒂內區合并至博爾赫拉德區。